# Inges Kattehjem
Inges Kattehjem er Danmarks største katte organisation. Hovedafdelingen i Glostrup blev grundlagt den 18. april 1970 af Inge Sørensen. I dag består Inges Kattehjem af 3 afdelinger i henholdsvis Glostrup, Næstved og Odense.

## Afdelinger
- Afdelingen i Glostrup er ældst og blev grundlagt af stifter Inge Sørensen i 1970.
- Afdelingen i Odense blev grundlagt i 1992, og ledes til dagligt af en gruppe frivillige og der er fastansat en bestyrer.
- Afdelingen i Næstved blev grundlagt i 1993, og ledes til dagligt af en fastansat bestyrer og en gruppe frivillige.
- Inges Kattehjem i Glostrup og Odense har tilknyttet en klink, som primært varetager sundheden af de katte som bortadopteres.

- Inges Kattehjem driver Dansk katteregister, en database med oplysninger og registrering af og om øremærkede og chipmærkede katte.